# Offentlig kunst i Ørstedsparken
Dette er en liste over offentlig kunst i Ørstedsparken i København.
| Billede | Titel / individ mindet                                    | Billedhugger                         | Skabt              | Opstillet | Kilde                                               |
| ------- | --------------------------------------------------------- | ------------------------------------ | ------------------ | --------- | --------------------------------------------------- |
|         | Monument for H.C. Ørsted                                  | Jens Adolf Jerichau                  | 1860-1861          | 1871      | Ref Arkiveret 15. december 2013 hos Wayback Machine |
|         | Døende galler                                             | Ukendt                               | 300-tallet f.v.t.  | 1889      | Ref (Webside ikke længere tilgængelig)              |
|         | Silen med bacchusbarn                                     | Lysippos (replica)                   | 300-tallet f.v.t.  | 1880      | Ref Arkiveret 15. december 2013 hos Wayback Machine |
|         | Jeanne d'Arc i Domrémy, lyttende til de himmelske stemmer | Henri Chapu                          | 1870               | 1882      | Ref Arkiveret 15. december 2013 hos Wayback Machine |
|         | Satyr med klangbækkener                                   | Ukendt                               | Ca. 300f.v.t.      | 1886      | Ref Arkiveret 15. december 2013 hos Wayback Machine |
|         | Satyr med Bacchusbarn                                     | Ukendt                               | 300-tallet f.v.t.  | 1886      | Ref Arkiveret 15. december 2013 hos Wayback Machine |
|         | Arrotino                                                  | Ukendt                               | Ca. 250-200 f.v.t. | 1886      | Ref Arkiveret 15. december 2013 hos Wayback Machine |
|         | Apollo Belvedere                                          | Leochares (replica)                  | 300-tallet f.v.t.  | 1886      | Ref Arkiveret 15. december 2013 hos Wayback Machine |
|         | Hermes Resting                                            |                                      |                    | 1886      | Ref Arkiveret 15. december 2013 hos Wayback Machine |
|         | Apollo Sauroctonos                                        | Ukendt                               | Ca. 350 f.v.t.     | 1887      | Ref Arkiveret 15. december 2013 hos Wayback Machine |
|         | Hvilende Satyr                                            | Ukendt                               | Ca. 350 f.v.t.     |           | Ref Arkiveret 6. november 2014 hos Wayback Machine  |
|         | Satyr spiller fløjte                                      | Ukendt                               | 300-tallet f.v.t.  | 1887      | Ref (Webside ikke længere tilgængelig)              |
|         | Brydere                                                   | Ukendt                               | 300-tallet f.v.t.  | 1887      |                                                     |
|         | Lauritz Nicolai Hvidt                                     | Herman Wilhelm Bissen/Vilhelm Bissen |                    | 1876      |                                                     |
|         | Satyr med vinsæk                                          | Louis Hasselriis                     |                    | 1888      | Ref Arkiveret 15. december 2013 hos Wayback Machine |
|         | Anders Sandøe Ørsted                                      | Vilhelm Bissen                       | 1902               |           |                                                     |
|         | Natalie Zahle                                             | Ludvig Brandstrup                    |                    | 1916      | Ref                                                 |
|         | Bertel Thorvaldsen                                        | Einar Utzon-Frank                    |                    | 1954      |                                                     |